# Djougou
Djougou ist eine Stadt im Nordwesten Benins, etwa 40 Kilometer von der Grenze zu Togo entfernt. Sie ist Hauptstadt des Départements Donga und war 2013 mit fast 95.000 Menschen die sechstgrößte Stadt des Landes.

## Religion
Die Stadt ist Sitz des 1995 gegründeten Bistums Djougou. Größte religiöse Gruppe sind die Muslime, die etwa 72 Prozent der Bevölkerung ausmachen. Zwischen acht und zehn Prozent sind Anhänger der römisch-katholischen Kirche, etwa drei Prozent des Protestantismus. Rund sieben Prozent folgen indigenen Religionen.

## Verkehr
In Djougou kreuzen sich mehrere wichtige Hauptstraßen. So verlaufen durch die Stadt die internationalen Routen RNIE3 von Burkina Faso kommend nach Süden und RNIE6 von Togo nach Nigeria. Nahe der Stadt liegt der Flugplatz Djougou.

## Städtepartnerschaft
Partnerstadt von Djougou ist die französische Stadt Évreux in der Normandie.

## Söhne und Töchter der Stadt
- Jean Pliya (1931–2015), Politiker, Hochschullehrer und Schriftsteller
- Abdoulaye Bio Tchané (* 1952), Politiker
- Hortense Mayaba (* 1959), Autorin
- Shadiya Alimatou Assouman (* im 20. Jahrhundert), Politikerin